# Liste der Universitäten im Russischen Kaiserreich
Dies ist eine Liste der Universitäten im Russischen Kaiserreich. Die Universitäten befanden sich in St. Petersburg, Moskau, Tartu (Dorpat / Jurjew), Vilnius (Wilna), Charkiw (Charkow), Kasan, Helsinki (Alexander-Univ.), Kiew (St.-Wladimir-Univ.), Odessa (Neurussische Univ.), Warschau, Tomsk und Saratow. Die Universitäten von Charkow (Charkiw), Kiew und Odessa liegen heute in der Ukraine, die Kaiserliche Universität Dorpat bzw. Kaiserliche Universität Jurjew ist heute die Universität Tartu in Estland usw. Die Verlinkungen erfolgen auf den Geschichtsteil in Artikeln zu ihren Nachfolgeinstitutionen.

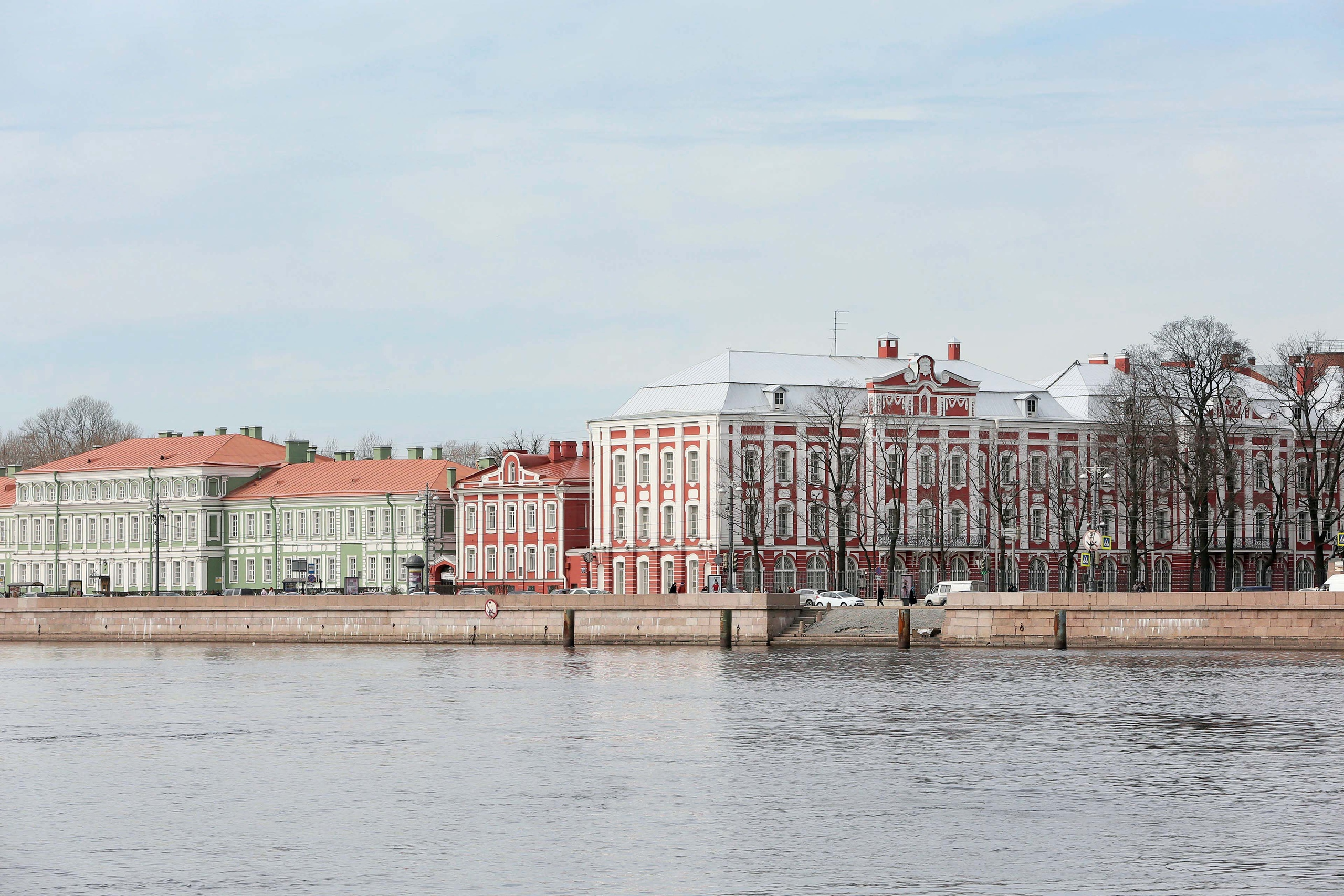
Fassade des Gebäudes der Zwölf Kollegien (Sdanije Dwenadzati kollegi) mit Blick auf den Universitätskai (Wassiljewski-Insel, Sankt Petersburg)

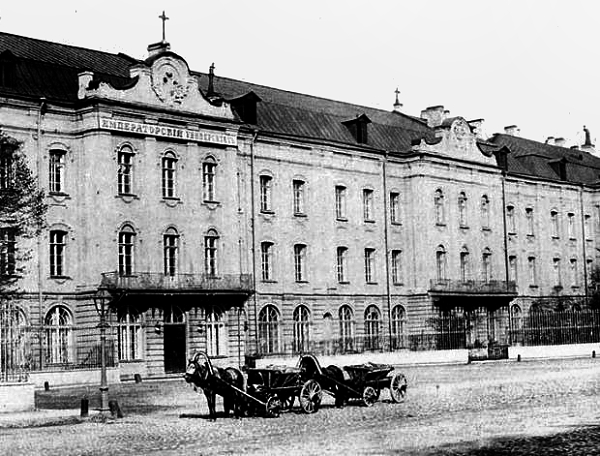
Kaiserliche Universität Sankt Petersburg (1900)

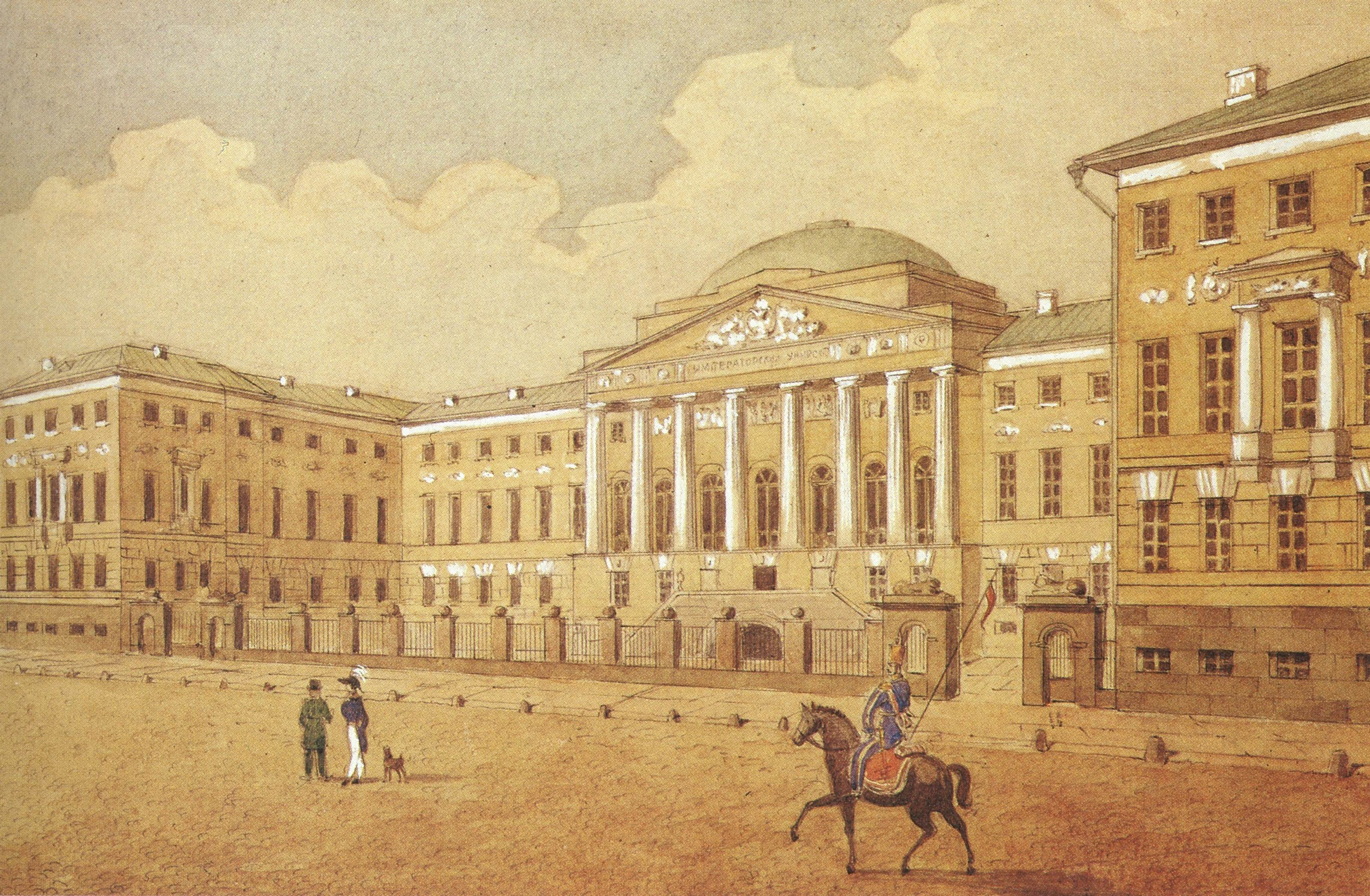
Kaiserliche Universität Moskau (1820)

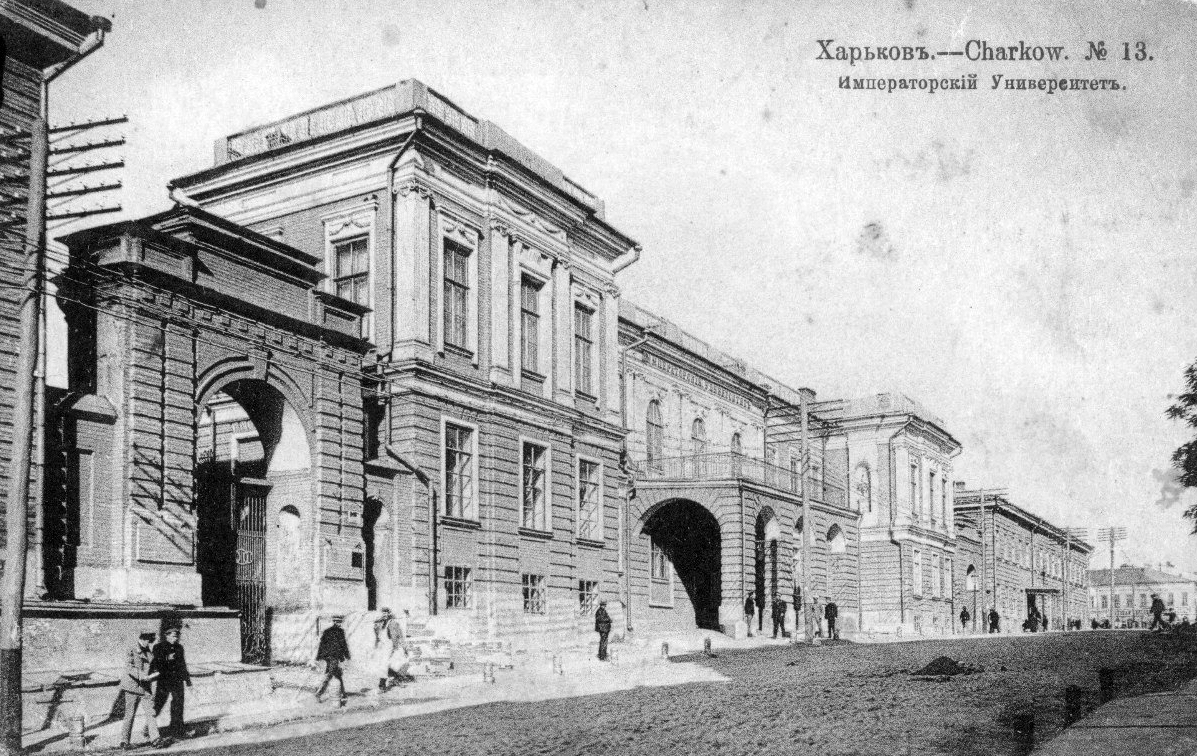
Kaiserliche Universität Charkow (zwischen 1900 und 1910)

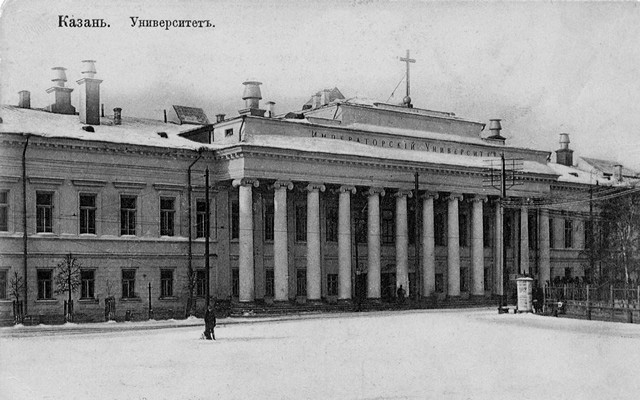
Kaiserliche Universität Kasan (2. Hälfte 19. Jhd.)

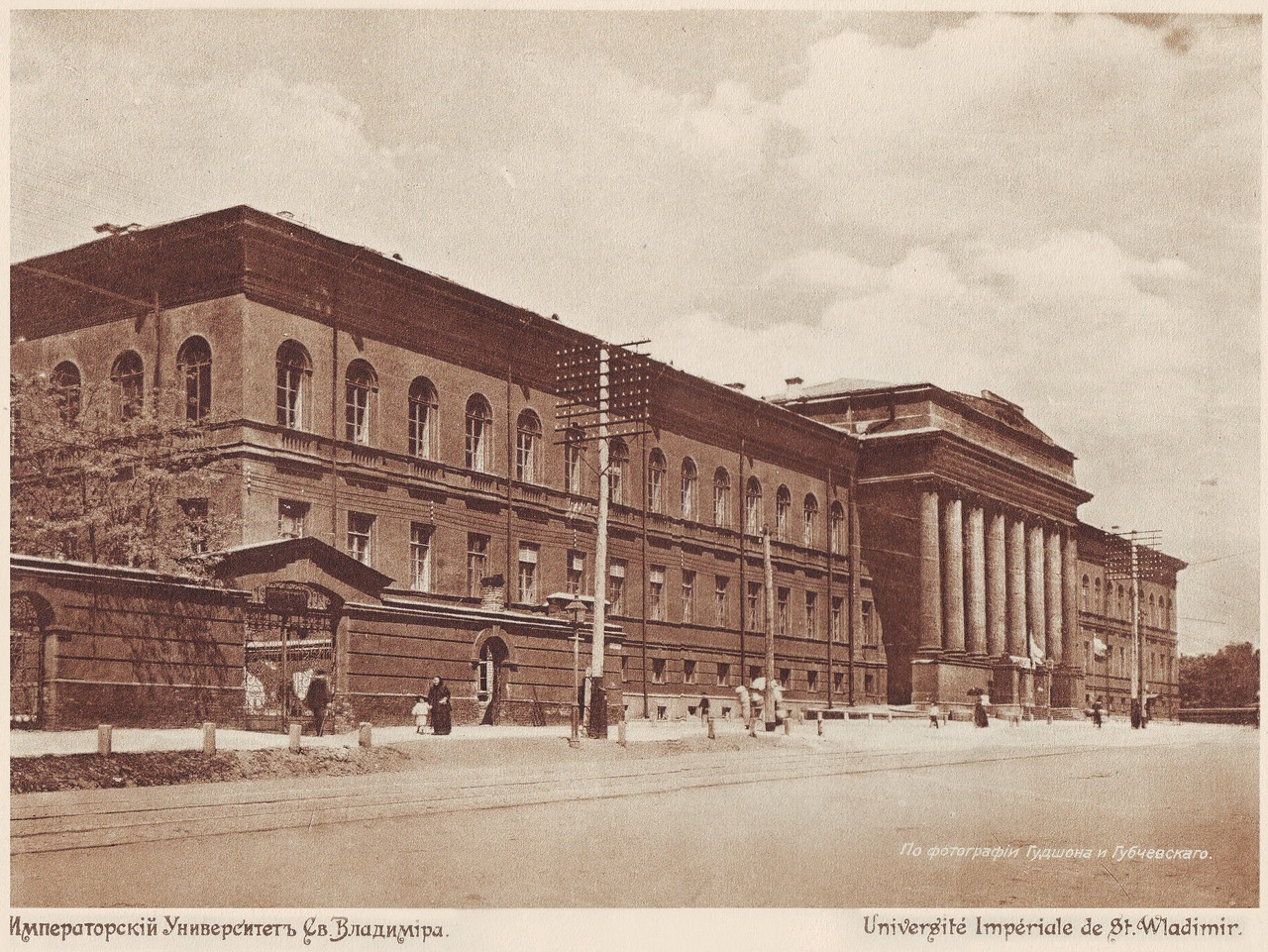
Kaiserliche Universität St. Wladimir (1911)

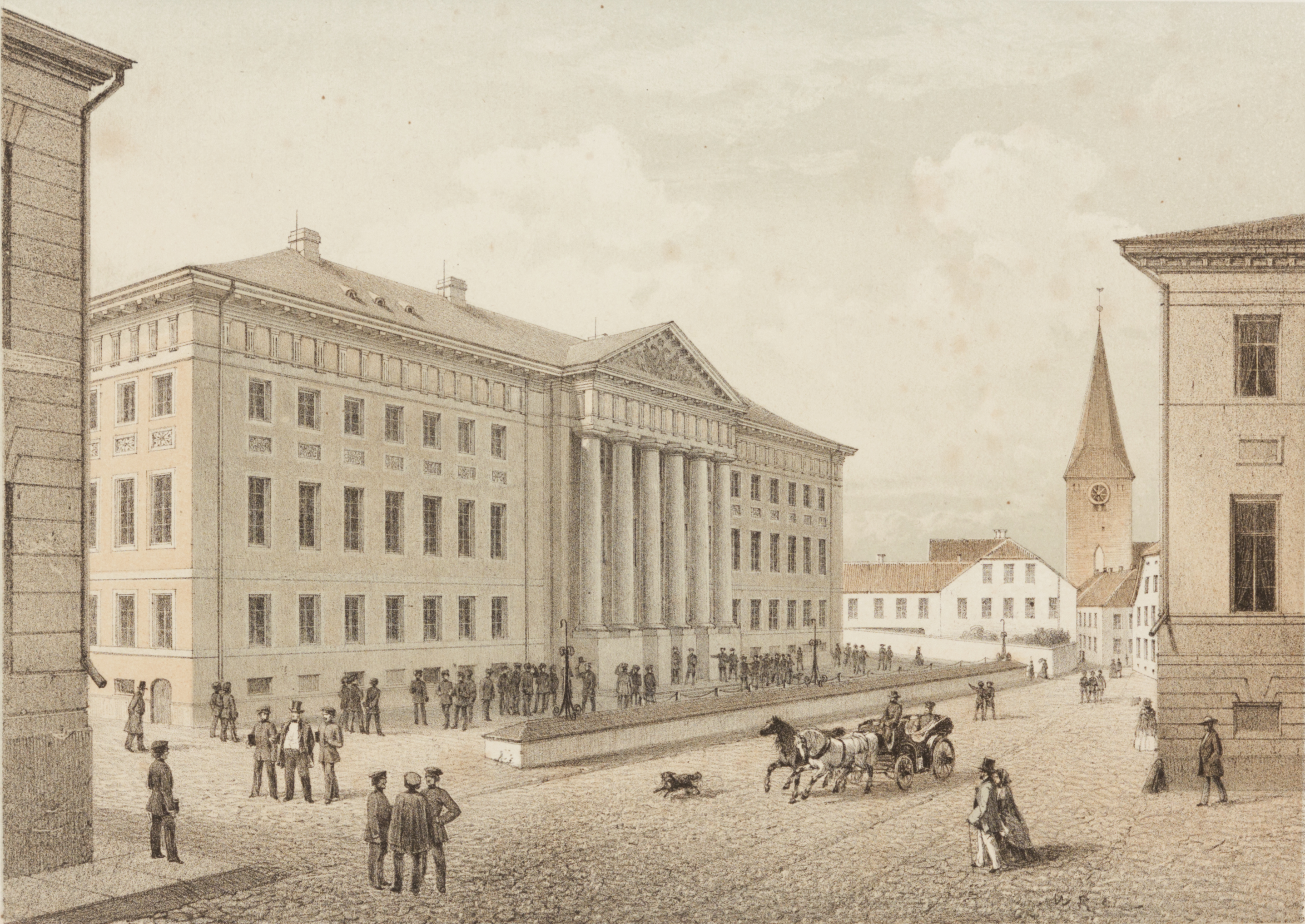
Kaiserliche Universität Dorpat (1860)

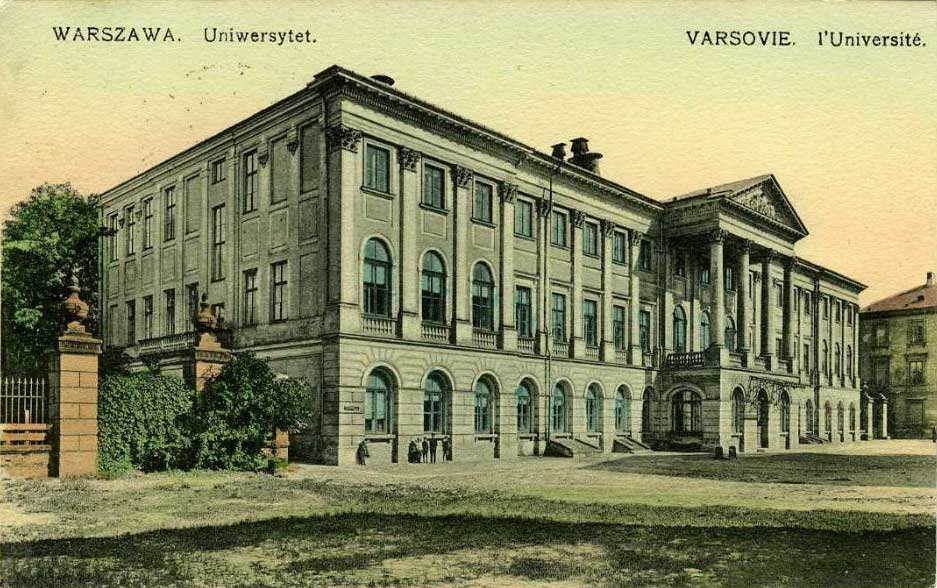
Kaiserliche Universität Warschau

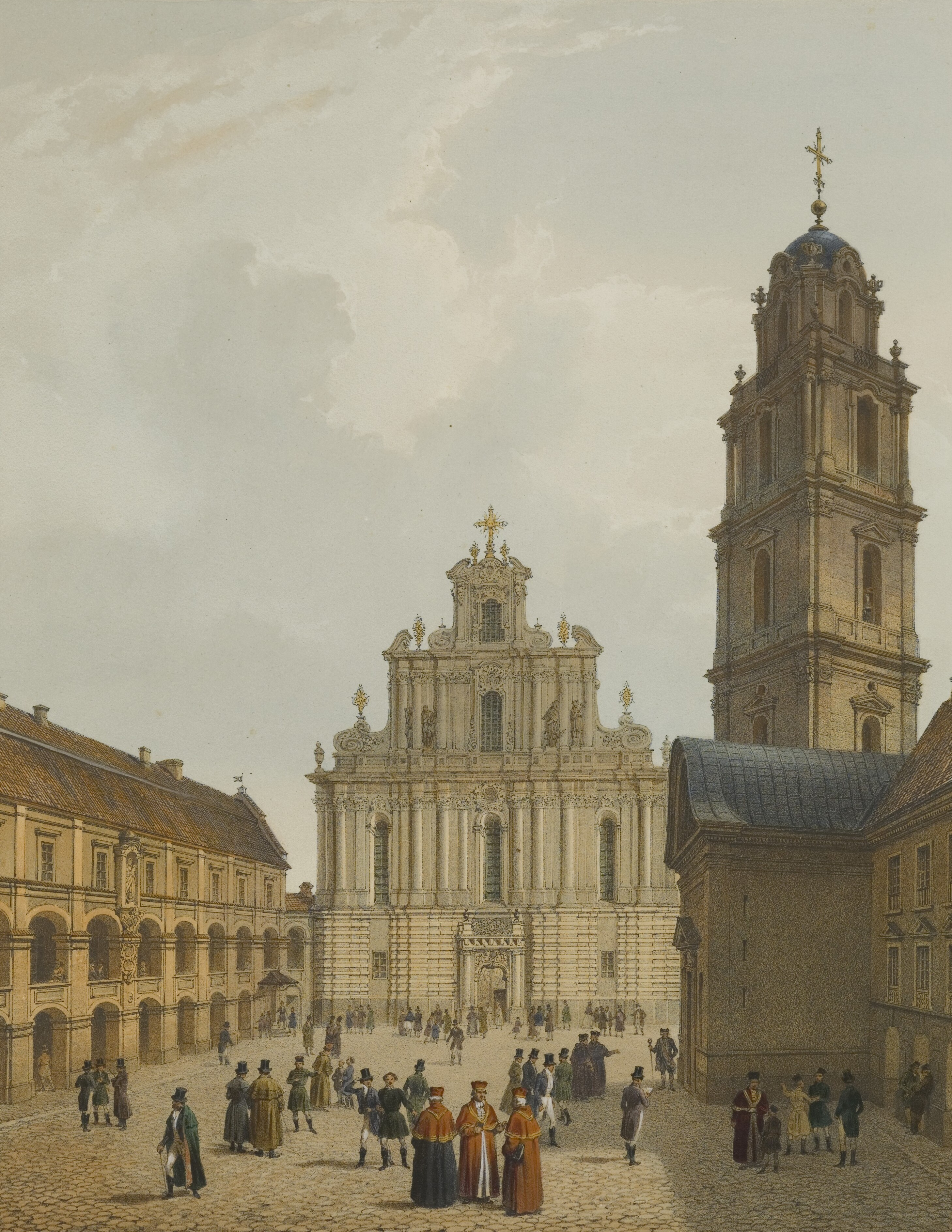
Universität Wilna

## Universitäten im Russischen Kaiserreich
- Universität Petersburg (auf Erlass Peters I. 1724 gegründet (siehe die Vorgängerinstitution der Akademischen Universität der St. Petersburger Akademie der Wissenschaften (1724–1767)); wurde 1821 die Kaiserliche Universität St. Petersburg)
- Universität Moskau (auf Erlass von Kaiserin Elisabeth 1755 auf Anregung von Michail Lomonossow durch Iwan Schuwalow gegründet)
- Universität Charkow (1804 auf Initiative von Wassili Karasin gegründet und 1805 eröffnet)
- Universität Kasan (1804 auf Erlass von Alexander I. gegründet)
- Universität Kiew (auf Anweisung von Nikolaus I. und nach Erlass des Erziehungsministers Sergei S. Uwarow 1833 als St.-Wladimir-Universität gegründet, am 15. Juli 1834 feierlich eröffnet)
- Universität Dorpat (Gegr. 1632 durch Schweden / auf Initiative der Livländischen Ritterschaft 1802 im Gouvernement Livland als Kaiserliche Universität zu Dorpat durch Alexander I. wiederbegründet)
- Kaiserliche Universität Wilna (1803) – nach dem Novemberaufstand von 1831 wurde sie 1832 vollständig aufgelöst.
- Kaiser-Nikolaus-Universität, siehe Staatliche Universität Saratow, Staatliche Medizinische Universität Saratow (1909–1917)
- Kaiserliche Universität Warschau, siehe Universität Warschau, Südliche Föderale Universität (1869–1915)
- Kaiserliche Universität Tomsk, siehe Staatliche Universität Tomsk (1888–1917)
- Kaiserliche Neurussland-Universität, siehe Nationale Universität Odessa (1865–1917)
- Kaiserliche Alexander-Universität, siehe Universität Helsinki (1827–1917)
- Universität Perm, als Ableger der damals berühmten Universität Sankt Petersburg gegründet